# لوچانو وینچنزونی
لوچانو وینچنزونی (ایتالیایی: Luciano Vincenzoni؛ ۷ مارس ۱۹۲۶ – ۲۲ سپتامبر ۲۰۱۳ (۸۷ سال)) فیلم‌نامه‌نویس اهل ایتالیا بود. وی به دکتر فیلم‌نامه معروف بود. او بین سال‌های ۱۹۵۴ تا ۲۰۰۰ برای ۶۵ فیلم فیلم‌نامه نوشت.

## زندگینامه
وینچنزونی در ترویزو، ونتو به دنیا آمد.

## فیلم‌شناسی
- مالنا (۲۰۰۰)
- انتقام منصفانه (۱۹۸۶)
- کازابلانکا، کازابلانکا (۱۹۸۵)
- ارکا (۱۹۷۷)
- روزنگار سیاه (۱۹۷۷)
- لیبرا، عشق من (۱۹۷۵)
- پلیس زن (۱۹۷۴)
- فرانک بدجنس و تونی بی‌مخ (۱۹۷۳)
- سرت را بدزد، احمق! (۱۹۷۱)
- زندگی دشوار (۱۹۶۴)